# Magnetno levitacijski vlak
Maglev vlak je posebna, moderna vrsta željezničkog vozila, koja lebdi nad vodilicom, kad je u pokretu, pomoću magnetske sile. Krajem 1940-tih, Eric Laithwaite, engleski inženjer elektrotehnike, razvio je prvi funkcionalni i upotrebljivi linearni indukcijski motor. Ovo je tehnologija, koja se još uvijek razvija i unapređuje.
Posebnost ovakvog načina rada je ta, što u pokretu vlak sam ne dodiruje podlogu, nego lebdi na vrlo tankom razmaku od vodilice pomoću magnetoodbojne sile. To smanjuje trenje i time troškove održavanja voznog puta. Ovakav način rada se naziva magnetska levitacija. Pogon se vrši pomoću principa linearnog motora.
Trenutni eksperimentalni rekord brzine je 603 km/h. Trenutno su poznata tri tipa magnetske levitacije. Trenutno na svijetu postoji samo jedan komercijalni primjerak predstavnika ove inovativne tehnologije s komercijalnim brzinama preko 400 km/h. Velika brzina omogućuje izrazito brzo putovanje. Vrijeme jedne vožnje od 10-ak kilometara je oko 7 minuta.
Ova tehnologija je izrazito skupa za uvođenje (građenje vozne trase), ali eksploatacija je iznimno jeftina i profitabilna, ako ima dovoljan broj putnika. U svom trenutnom statusu, komercijalna isplativost je samo, ako postoji veliki broj putnika na dužim relacijama pri većim brzinama.

## Sustavi izvedbe
Trenutno su poznati ovi glavni sustavi izvedbe:
- elektromagnetska suspenzija - privlačna sila magneta koji su ispod trase se koristi za lebdenje
- elektodinamička suspenzija - odbojna sila magneta koji se koriste za odbijanje vlaka time uzrokujući gibanje

## Urbani maglev
Sustavi maglev vlakova malog dometa i male brzine:
- M-Bahn, ukinuti maglev, koji se koristio u Berlinu za testiranje tehnologije
- Linimo, Japan, još uvijek u funkciji

## Poveznice
- Transrapid (njemačka tehnologija u primjeni)
- Japanska eksperimentalna tehnologija magnetske levitacije

## Tipovi vozila koja se koriste
- Transrapid System: Transrapid 09
- JR-Maglev: Maglev MLX001
- Japanski sustav: Linimo
- Rotem

## Vanjske poveznice
- International Maglev Board
- Izvorna stranica (njemački/engleski)  Arhivirana inačica izvorne stranice od 25. srpnja 2004. (Wayback Machine)